# 3,4-メチレンジオキシフェニルプロパン-2-オン
3,4-メチレンジオキシフェニルプロパン-2-オン(3,4-Methylenedioxyphenylpropan-2-one、MDP2P)またはピペロニルメチルケトン(Piperonyl methyl ketone)は、メチレンジオキシ基を持つフェニルアセトン置換体である。サフロール（3-[3,4-(メチレンジオキシ)フェニル]-2-プロペン）またはその異性体のイソサフロールから、ワッカー酸化法または過酸酸化法を用いた酸化によって合成される。
MDP2Pは、メチレンジオキシメタンフェタミン（3,4-メチレンジオキシ-N-メチルアンフェタミン、MDMA）等の、メチレンジオキシフェニルアミン化合物（MDXX）の化学合成の前駆体となる。また、MDxx化合物とサフロール、イソサフロールの間の反応中間体となる。MDxxと関連があるため、MDP2Pやサフロール、イソサフロールは、アメリカ合衆国麻薬取締局の規制物質法の付表Iに掲載されている。
麻薬及び向精神薬取締法により麻薬向精神薬原料に指定されている。